# Dyer (Tennessee)
Dyer és una població dels Estats Units a l'estat de Tennessee. Segons el cens del 2000 tenia 2.406 habitants.

## Demografia
Segons el cens del 2000, Dyer tenia 2.406 habitants, 979 habitatges, i 673 famílies. La densitat de població era de 411 habitants/km².
Dels 979 habitatges en un 27,3% hi vivien nens de menys de 18 anys, en un 51% hi vivien parelles casades, en un 14,9% dones solteres, i en un 31,2% no eren unitats familiars. En el 28,6% dels habitatges hi vivien persones soles el 16,8% de les quals corresponia a persones de 65 anys o més que vivien soles. El nombre mitjà de persones vivint en cada habitatge era de 2,34 i el nombre mitjà de persones que vivien en cada família era de 2,87.
Per edats la població es repartia de la següent manera: un 22% tenia menys de 18 anys, un 8,1% entre 18 i 24, un 23,5% entre 25 i 44, un 22,6% de 45 a 60 i un 23,8% 65 anys o més.
L'edat mediana era de 42 anys. Per cada 100 dones de 18 o més anys hi havia 73,8 homes.
La renda mediana per habitatge era de 28.250 $ i la renda mediana per família de 35.667 $. Els homes tenien una renda mediana de 27.539 $ mentre que les dones 19.306 $. La renda per capita de la població era de 14.587 $. Entorn de l'11% de les famílies i el 14,7% de la població estaven per davall del llindar de pobresa.

## Poblacions més properes
El següent diagrama mostra les poblacions més properes.